# Història de la dansa

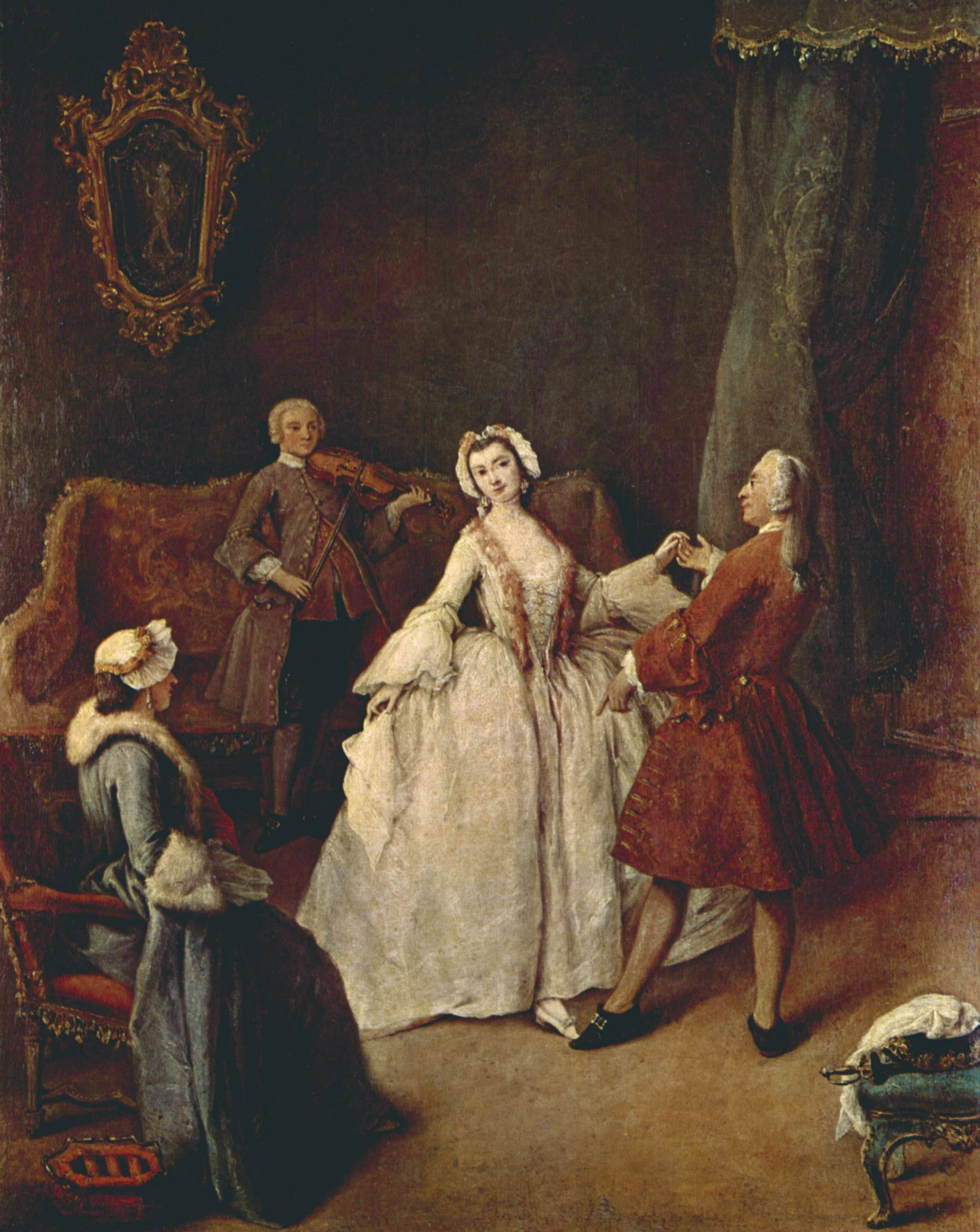
Lliçó de dansa (1741), de Pietro Longhi, Galleria dell'Accademia, Venècia.

La història de la dansa és el relat cronològic de la dansa i el ball com a art i com a ritu social. Des de la prehistòria l'ésser humà ha tingut la necessitat de comunicar-se corporalment, amb moviments que expressaven sentiments i estats d'ànim. Aquests primers moviments rítmics van servir igualment per ritualitzar esdeveniments importants (naixements, defuncions, noces). En principi, la dansa tenia un component ritual, celebrada en cerimònies de fecunditat, caça o guerra, o de diversa índole religiosa, on la pròpia respiració i els batecs del cor van servir per atorgar una primera cadència a la dansa.
Els orígens de la dansa es perden en el temps, ja que en el seu vessant ritual i social ha estat un acte d'expressió inherent a l'ésser humà, igual que altres formes de comunicació com les arts escèniques, o fins i tot les arts plàstiques, com es demostra per les pintures rupestres. El ball i la dansa han estat un acte de socialització en totes les cultures, realitzat amb múltiples vies d'expressió. Pel seu caràcter efímer resulta pràcticament impossible situar el seu origen a l'espai i en el temps, ja que solament és conegut per testimoniatges escrits o artístics (pintura i escultura), els quals comencen amb les civilitzacions clàssiques (Egipte, Grècia, Roma). D'altra banda, des de temps antics ha existit una dicotomia entre dansa com a expressió folklòrica i popular i la dansa com a art i espectacle, integrat en un conjunt format per la mateixa dansa, la música, la coreografia i l'escenografia. Sembla que va ser en l'Antiga Grècia quan la dansa va començar a ser considerada com a art, el qual es representava enfront d'un públic. En temps més moderns, la consideració de la dansa com a art —més pròpiament anomenat ballet— va començar en el Renaixement, encara que la gènesi del ballet modern caldria situar-la més aviat al segle xix amb el moviment romàntic.

## Història

### Mitologia
El ball dels coribants inventat pels curetes o coribants, ministres de la religió sota els primers titans, ho executaven al són de tambors, de pifres, caramelles i al tumultuoso estrèpit dels cascavells, llances, espases i escuts. La rondalla diu que amb el soroll d'aquest ball van salvar de la barbàrie de Saturn al petit Júpiter, l'educació del qual els havia estat confiada.
Les danses o balls campestres, que es diu van ser inventats pel déu Pan, s'executaven en els boscos i paratges deliciosos per joves de tots dos sexes coronats de rams d'alzina i garlandes de flors.

### Antiga Grècia

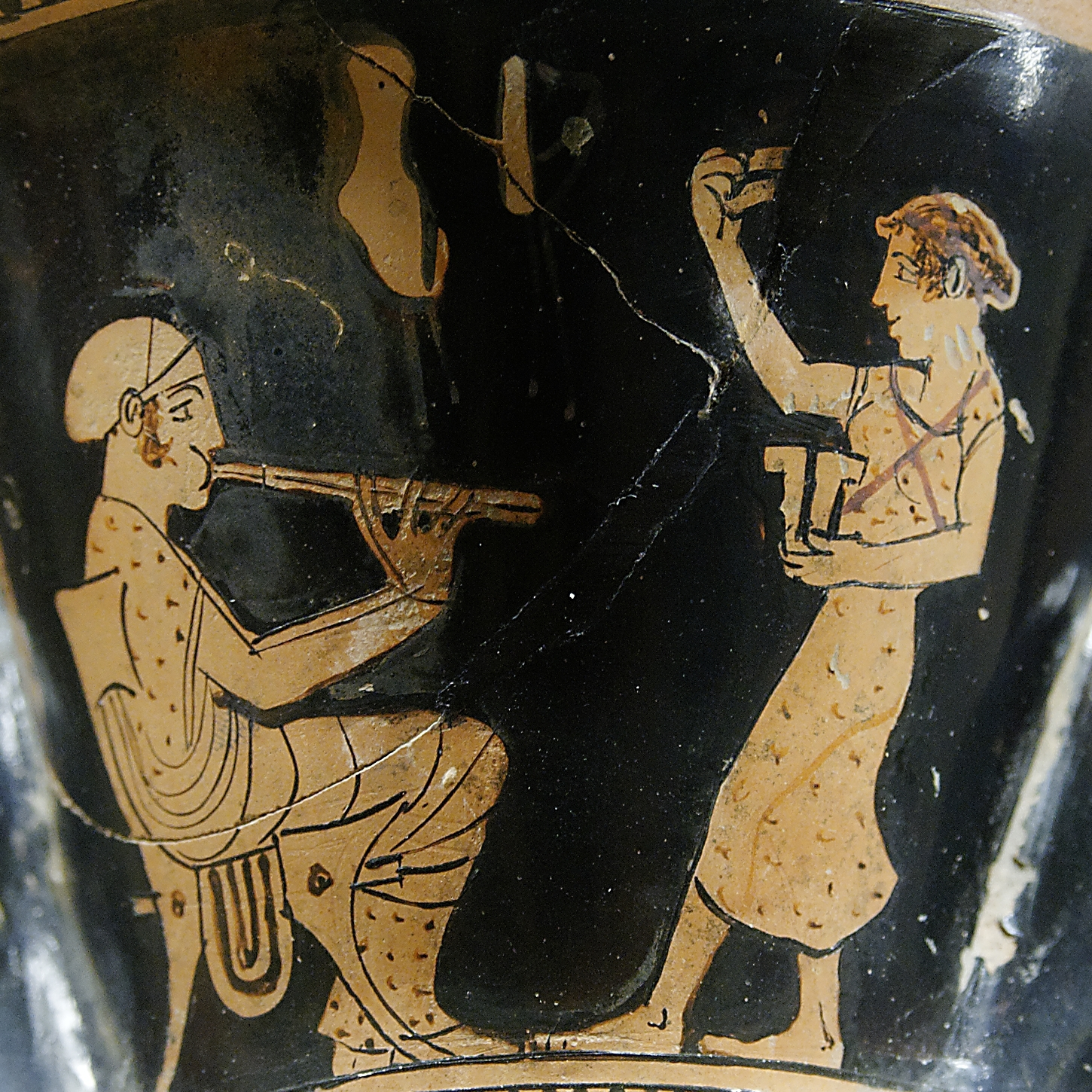
Música i ballarina grega, s. V adC.

Grècia va ser el primer lloc on la dansa va ser considerada un art, tenint una musa dedicada a ella: Terpsícore. Els primers vestigis provenen dels cultes a Dioniso (ditirambes), mentre que va ser en les tragèdies —principalment les d'Èsquil— on es va desenvolupar com a tècnica, en els moviments rítmics del cor.
Els grecs van conèixer aquest art des de temps immemorial, i en el vuitè llibre de l'Odissea veiem que els feacis van obsequiar ja en aquells remots temps al fill de Laertes nouvingut a la cort de Alcínou amb un ball executat per una tropa de joves al són de l'harmoniosa lira de Demòdoc, els que van ballar amb tanta meravella i lleugeresa que Odisseu va quedar arrabassat per l'encantadora mobilitat dels seus peus. A les sàvies lleis de Plató es va haver del que aquest art arribés a l'últim grau de perfecció entre els grecs, com que Ateneu ens diu que els escultors més hàbils anaven a estudiar i dibuixar les diverses actituds dels ballarins, per copiar-les després en les seves obres.
- La primera, de pura imitació, que amb dignitat i noblesa s'ajusta a les expressions del cant i de la poesia.
- La segona, destinada a procurar la salut, lleugeresa i bona gràcia en el cos.
- La tercera o sospitosa era de les bacants i altres semblants que amb pretext de complir amb certs ritus religiosos imitava l'embriaguesa i s'abandonaven a tota sort d'excessos. Per aquesta raó, al pas que va jutjar les dues primeres de la més gran utilitat per a la república, va bandejar l'última com a contrària a la moral i bons costums.

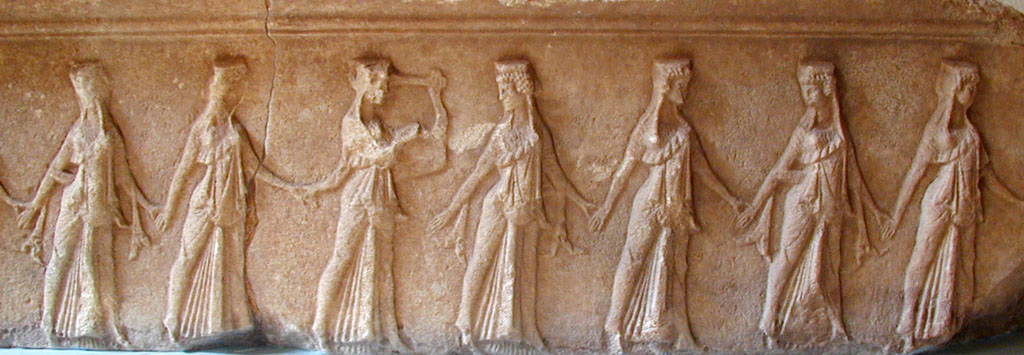
Cor de danzarinas en un fris de Samotracia, s. V adC.

Els grecs van introduir el ball en l'escena, la invenció de la qual s'atribueix a Batilo d'Alexandria i a Pilades: el primer ho va unir a la comèdia i, el segon, a la tragèdia. Aquesta diversió, que forma un dels principals plaers de la joventut, no podia menys d'agradar als romans i als altres pobles que els van succeir.
Com és considerat l'inventor de les danses amb què els grecs i romans van adornar els seus banquets. Primer van ser com uns intermedis d'aquells menjars que l'alegria i l'amistat ordenaven en les famílies, però el plaer, la glotonia i el vi van donar després major extensió a aquest divertiment, degenerant del seu primitiu origen.
Sòcrates és lloat pels filòsofs que li van succeir perquè ballava amb meravella. Plató va merèixer ser vituperat per haver refusat ballar en un ball que donava un rei de Siracusa: i Sever Cató, que en els primers anys de la seva vida no va cuidar d'instruir-se en un art que ja es mirava entre els romans com un objecte seriós, va creure que havia de subjectar-se als 59 anys a les ridícules instruccions d'un mestre de ball a Roma.

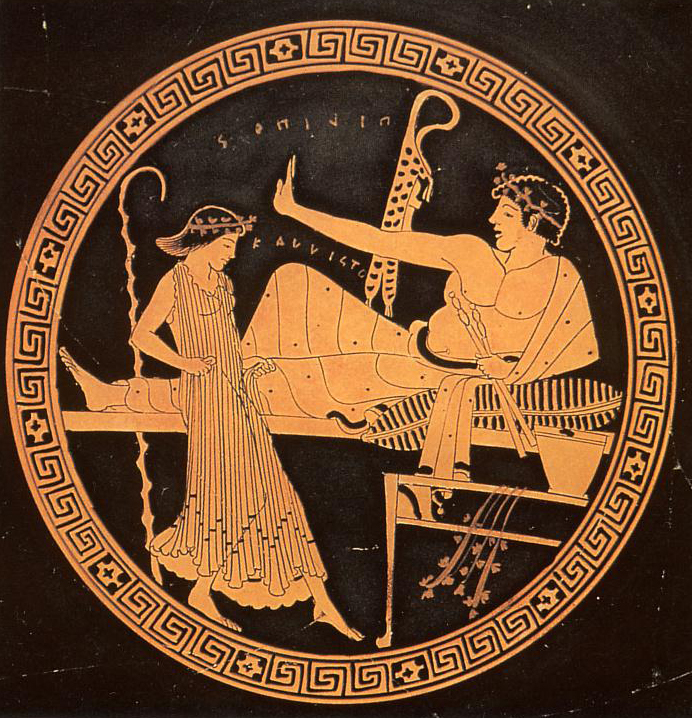
Jove i ballarina, s. V adC.

Els grecs i la majoria dels pobles antics van introduir el ball en la major part de les seves cerimònies sagrades i profanes. El ball o dansa sagrada és de totes la més antiga. Els jueus la practicaven a les festes manades per la Llei i per celebrar algun esdeveniment interessant. Després del pas de la mar Roja, Moisès i la seva germana Maria van ballar en unió amb altres homes i dones i David va fer el mateix davant de l'Arca en senyal d'alegria. La dansa o ball astronòmic inventat pels egipcis i imitat després pels grecs es reduïa a representar al són de tocates harmonioses i per mitjà de passos mesurats i figures ben dissenyades el moviment i curs dels astres.
El ball armat o «dansa pírrica», la invenció de la qual s'atribueix a Pirro fill d'Aquil·les, que la va executar per primera vegada davant de la tomba del seu pare, es feia amb l'espasa, la llança i l'escut. Enmig d'ella executaven totes les evolucions militars d'aquells temps, i formava una part de l'educació de la joventut de Lacedemònia. Aquest ball es deia també pels grecs menafític i es deia l'havia inventat Minerva per celebrar la victòria dels déus i l'abatiment dels titans. Els espartans anaven al combat dansant. La dansa dels festins s'executava en els intermedis o després dels banquets. El so de molts instruments reunits convidava als convidats a nous plaers: els poetes diuen que Bacus va inventar aquest ball quan va tornar d'Egipte.
Es deia «ball de la innocència» a una dansa que es feia en Lacedemònia per les donzelles d'aquella ciutat enterament nues davant de l'altar de Diana, amb gracioses i modestes actituds i amb passos lents i greus. Helena s'exercitava en aquest ball quan va ser vista per Paris, el que, enamorat, la va robar. Licurgo, en reformar les lleis dels lacedemonis, va conservar aquesta dansa, la que probablement no consideraria perjudicial als bons costums.
Els «balls fúnebres» s'executaven en les exèquies i funerals. En els de un rei d'Atenes, per exemple, una escollida tropa vestida de llargues robes blanques trencava la marxa. Dos ordres de joves precedien al fèretre circuït d'altres dos cors de donzelles. Portaven tots corones i rams de xiprer i formaven balls greus i majestuosos al són de simfonies lúgubres. Després venien els sacerdots de les diverses divinitats del Àtica, adornats amb els signes distintius del seu caràcter. Caminaven lentament i en cadència, cantant himnes en lloança del difunt rei. Els balls fúnebres dels particulars executats sobre aquest model eren proporcionats a la dignitat dels morts.
1. Tràgic. Era propi del tràgic tota la serietat i dignitat necessària per inspirar la tristesa, la compassió, el terror i tots els sentiments anàlegs a l'acció que es volia representar.
2. El ball còmic, anomenat cordació, era acompanyat de les posicions més indecents i licencioses, en tant grau que Teofrast diu que un home no s'hagués atrevit a ballar el cordació sense haver perdut abans tota espècie de pudor o sense estar embriagat.
3. Satíric. La tercera espècie de ball es deia attellanes i era el que en la satírica grega es deia sykinnis, destinat a la burla i mordacitat.
4. Pantomíc. La quarta part i la més famosa reunia el caràcter de totes les altres: els pantomimes sense necessitar ni de la pròpia veu, ni de l'oïda dels espectadors, donaven a entendre amb la major claredat per mitjà de passos i accions expressius quant volien.

### Antiga Roma

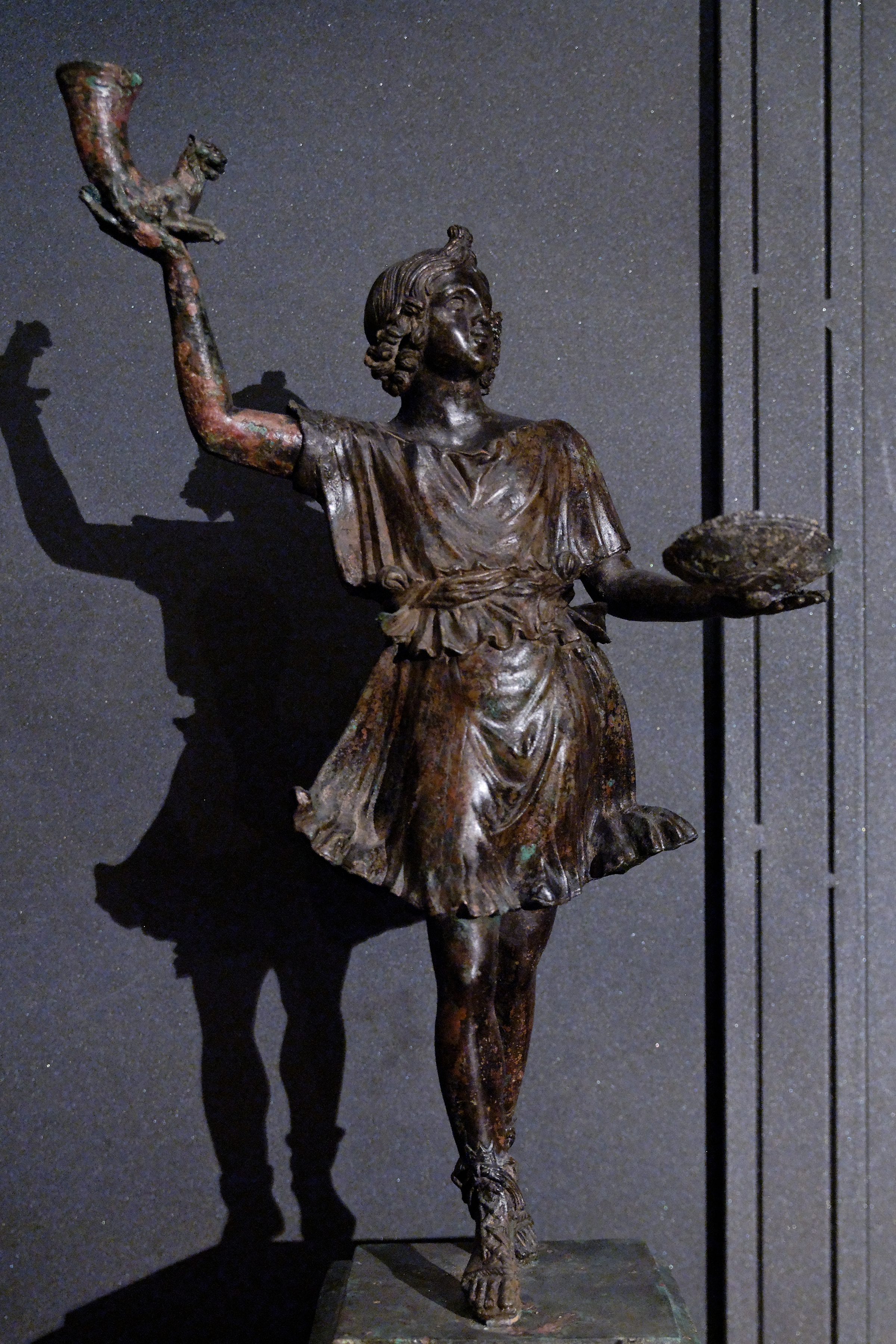
Ballarina amb pastera i rhytos, s. I dC.

Entre els romans s'usava una espècie de dansa que millor hauria de cridar-se pantomima en els enterraments o funerals. Un home prenia el vestit del difunt i, coberta la seva cara amb una màscara, anava davant de la pompa lúgubre remendand els costums i modals més coneguts del subjecte que representava, de manera que venia a ser un orador fúnebre sense parlar una paraula, de tots els costums del mort.
El ball o dansa dels alisos va ser instituït per Numa Pompili, segon rei de Roma, en honor de Mart, el que executaven dotze sacerdots anomenats alisos escollits de les més il·lustres famílies de Roma.
El ball del Himeneo o «dansa nupcial» estava en ús entre els romans. S'executava en els matrimonis dels antics per joves i donzelles coronats de flors, que amb les seves figures i amb els seus passos expressaven l'alegria que regna en una feliç unió. Amb el temps aquest ball, tan senzill a l'origen, va passar a ser un viu exemple i una pintura la més obscena de les funcions més secretes del matrimoni. La llicència i el llibertinatge van arribar a tal punt que el Senat es va veure precisat a tirar de Roma a tots els dansarines i mestres de semblant ball.
Tots els pobles, com hem dit, van tenir els seus balls sagrats, que eren considerats com una part del culte que havia de tributar-se a les seves divinitats. Els gals, els espanyols, els alemanys, els anglesos tenien les seves danses sagrades. En totes les religions antigues van ser els sacerdots enzadors per estat. Si hem de donar crèdit a Scaligero, els bisbes van ser anomenats præsules en la llengua llatina (a præsiliendo) perquè elles principiaven la dansa sagrada. Així és que en gairebé totes les esglésies que es van construir en els primers temps es deixava un terreny elevat al que es donava el nom de cor; est era una espècie de teatre separat de l'altar, tal com es veu encara en el dia d'avui a les esglésies de sant Clement o de sant Pancraci de Roma, en el qual s'executaven les danses sagrades amb la major pompa en totes les festes solemnes. Encara que aquests balls hagin estat successivament bandejats de les cerimònies de l'Església, no obstant això es conserven encara en alguns pobles catòlics en honor dels misteris més augusts d'aquesta religió.

### Edat mitjana
La dansa medieval va tenir escassa rellevància, a causa de la marginació a la qual la va sotmetre l'Església, que la considerava un ritu pagà. A nivell eclesiàstic, l'únic vestigi eren les «danses de la mort», que tenien una finalitat moralitzadora. En les corts aristocràtiques es van donar les «danses baixes», cridades així perquè arrossegaven els peus, de les quals es té poca constància. Van ser més importants les danses populars, de tipus folklòric, com la cercavila i la faràndula, sent famoses les «danses morisques», que van arribar fins a Anglaterra (Morris dances). Altres modalitats van ser: el carol, el estampi, el branle, el saltarell i la tarantel·la.

### Renaixement
La dansa renaixentista va tenir una gran revitalització, deguda al nou paper preponderant de l'ésser humà sobre la religió, de tal manera que molts autors consideren aquesta època el naixement de la dansa moderna. Es va desenvolupar sobretot a França –on va ser anomenat ballet-comic–, en forma d'històries ballades, sobre textos mitològics clàssics, sent impulsat principalment per la reina Catalina de Médicis. Se sol considerar que el primer ballet va ser el Ballet comique de la Regni Louise (1581), de Balthazar de Beaujoyeulx. Les principals modalitats de l'època eren la gallarda, la pavana i el tourdión. En aquesta època van sorgir els primers tractats sobre dansa: Dominic dona Piacenza va escriure D'art saltandí et cores ducendi, sent considerat el primer coreògraf de la Història; Thoinot Arbeau va fer una recopilació de danses populars franceses (Orchesographie, 1588).

### Barroc
La dansa barroca va seguir desenvolupant-se novament a França (ballet de cour), on va fer evolucionar la música instrumental, de melodia única però amb una rítmica adaptada a la dansa. Va ser patrocinada especialment per Lluïs XIV, que va convertir la dansa en grans espectacles (Ballet de la Nuit, 1653, on va intervenir el rei caracteritzat de sol), creant en 1661 l'Acadèmia real de Dansa. Com a coreògraf va destacar Pierre Beauchamp, creador de la danse d'école, el primer sistema pedagògic de la dansa. Les principals tipologies van ser: minuet, bourrée, polonaise, rigaudon, allemande, zarabande, passepied, gigue, gavotte, etc. A Espanya també es van donar diverses modalitats de dansa: seguidilla, zapateado, chacona, fandango, jota, etc.

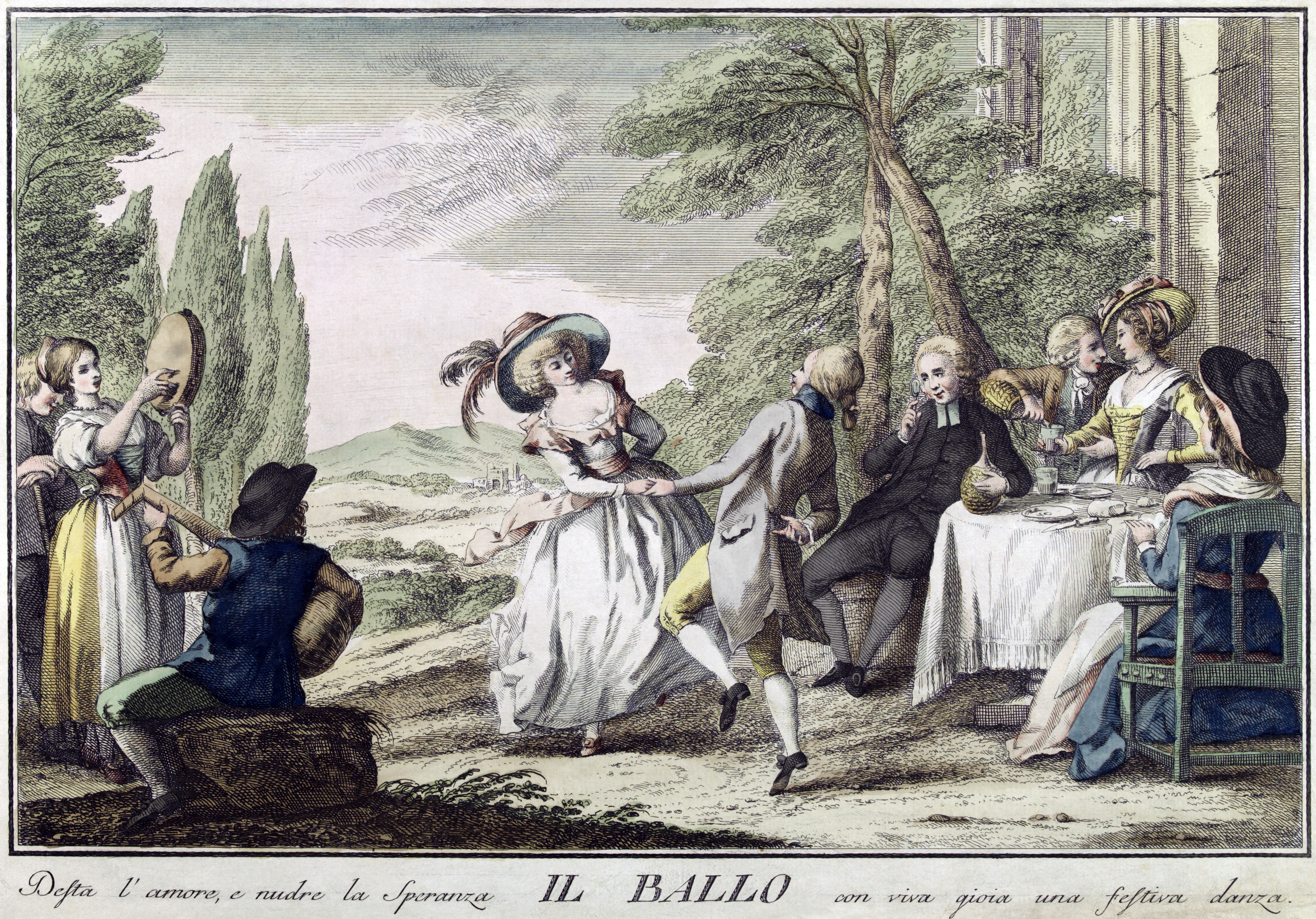
Ball social del.

Al segle xviii -l'època del Rococó- va continuar la primacia francesa, on en 1713 es va crear l'Escola de Ballet de l'Òpera de París, la primera acadèmia de dansa. Raoul-Auger Feuillet va crear en 1700 un sistema de notació de dansa, per poder transcriure per escrit la diversa varietat de passos de dansa. En aquesta època la dansa va començar a independitzar-se de la poesia, l'òpera i el teatre, aconseguint autonomia pròpia com a art, i formulant un vocabulari propi. Es van començar a escriure obres musicals solament per a ballet, destacant Jean-Philippe Rameau –creador de la opera-ballet–, i van començar a sorgir noms de ballarins destacats, com Gaetan Vestris i Marie Camargo. A nivell popular, el ball de moda va ser el vals, de compàs ¾, mentre que a Espanya va sorgir el flamenc.
Durant el neoclassicisme el ballet va experimentar un gran desenvolupament, sobretot gràcies a l'aportació teòrica del coreògraf Jean-Georges Noverre i el seu ballet d'action, que destacava el sentiment sobre la rigidesa gestual del ball acadèmic. Es va buscar un major naturalisme i una millor compenetració de música i drama, fet perceptible en les obres del compositor Christoph Willibald Gluck, que va eliminar molts convencionalismes de la dansa barroca. Un altre coreògraf rellevant va ser Salvatore Viganò, que va donar major vitalitat al «cos de ballet», el conjunt que acompanya als ballarins protagonistes, que va cobrar independència respecte d'aquests.

### Romanticisme
La dansa romàntica va recuperar el gust pels balls populars, les danses folklòriques, moltes de les quals va treure de l'oblit. Va sorgir el clàssic vestuari de ballet (el tutú), aparegut per primera vegada en el Ballet de les Monges de Robert li Diable (1831), de Giacomo Meyerbeer. Es va començar a compondre música purament per a ballet, destacant Coppélia (1870), de Léo Delibes. En l'aspecte teòric, va destacar la figura del coreògraf Carlo Blasis, principal creador del ballet modern quan va codificar tots els aspectes tècnics concernents a la dansa: en El codi de Terpsícore (1820) va relacionar la dansa amb les altres arts, efectuant estudis d'anatomia i moviments corporals, ampliant el vocabulari relatiu a la dansa, i distingint diversos tipus de ballarins segons el seu físic. També va introduir el ball sobre les puntes dels peus, en el qual van destacar Marie Taglioni i Fanny Elssler. En balls populars, va continuar la moda del vals, i van aparèixer la masurca i la polca.9

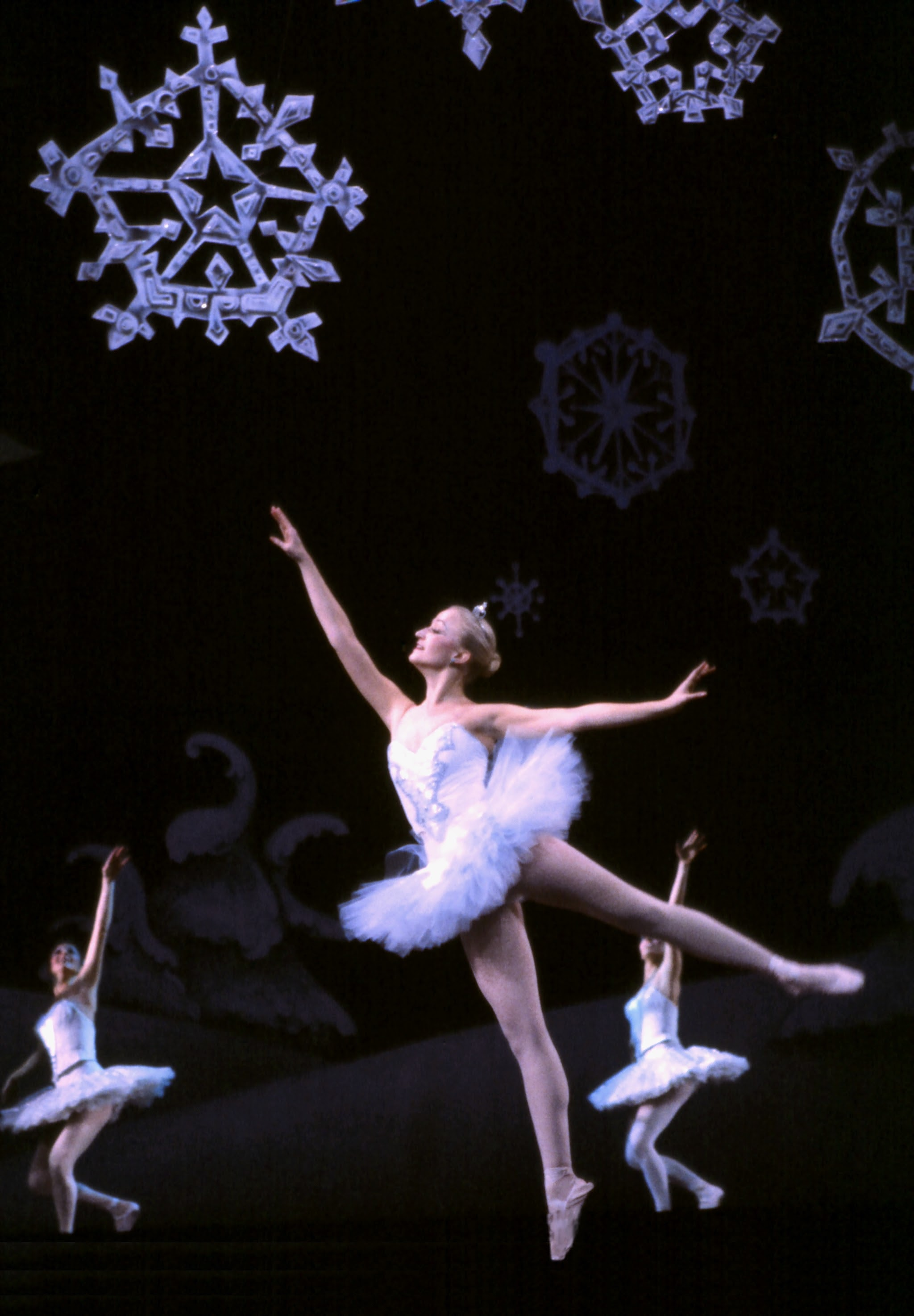
Representació del trencanous, de Piotr Chaikovski.

A mitjan segle xix, amb el nacionalisme musical, el centre geogràfic quant a creació i innovació va passar de París a Sant Petersburg, on el Ballet Imperial va aconseguir cotes de gran brillantor, amb un centre neuràlgic en el Teatre Mariïnski –i, posteriorment, en el Teatre Bolxoi de Moscou–. La figura principal en la conformació del ballet rus va ser Màrius Petipà, que va introduir un tipus de coreografia narrativa on és la pròpia dansa la que explica la història. Va fer ballets més llargs, de fins a cinc actes, convertint el ballet en un gran espectacle, amb enlluernadores posades en escena, destacant la seva col·laboració amb Piotr Txaikovski en tres obres excepcionals: La bella dorment (1889), El trencanous (1893) i El llac dels cignes (1895). A nivell popular, el ball més famós de l'època va ser el cancan, mentre que a Espanya van sorgir l'havanera i el xotis.

### Dansa contemporània
La dansa contemporània es va iniciar novament amb el lideratge del ballet rus adquirit a la fi del segle XIX: Mihail Fokin va donar més importància a l'expressió sobre la tècnica; la seva obra Chopiniana (1907) inauguraria el «ballet atmosfèric» –solament dansa, sense fil argumental–. Serguei Diàguilev va ser l'artífex del gran triomf dels Ballets Russos a París, introduint la dansa en els corrents d'avantguarda: el seu primer gran èxit ho va obtenir amb les Danses polovtsianas del Príncep Igor de Aleksandr Borodín (1909), al que van seguir L'ocell de foc (1910), Petrushka (1911) i La consagració de la primavera (1913), d'Igor Stravinski; finalment, Parade (1917) va ser una fita dins de l'avantguarda, amb música de Erik Satie, coreografia de Léonide Massine, llibret de Jean Cocteau i decorats de Pablo Picasso. En el grup de Diágilev van destacar els ballarins Vàtslav Nijinski, Anna Pavlova i Tamara Karsavina. Amb la Revolució soviètica el ballet rus va passar a ser un instrument de propaganda política, perdent gran part de la seva creativitat, encara que van sorgir grans ballarins com Rudolf Nureyev i Mihail Baryshnikov, i es van produir obres memorables com Romeo i Julieta (1935) i Ventafocs (1945), de Serguei Prokófiev, i Espartaco (1957), d'Aram Khatxaturian. També va aconseguir notorietat el sistema pedagògic ideat per Agrippina Vagánova.

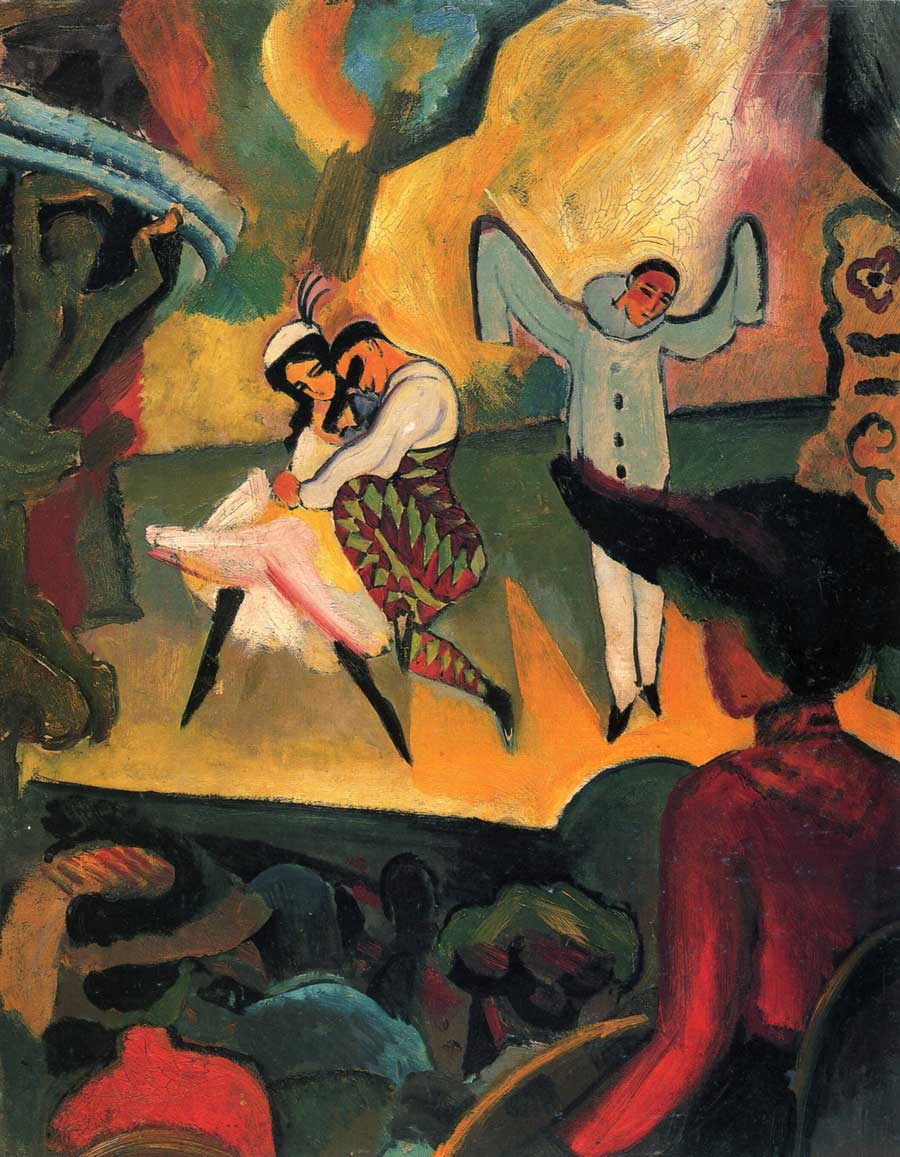
Ballet rus (1912), de August Macke, Kunsthalle, Bremen.

La dansa expressionista va suposar una ruptura amb el ballet clàssic, buscant noves formes d'expressió basades en la llibertat del gest corporal, alliberat dels lligams de la mètrica i el ritme, on cobra major rellevància l'autoexpressió corporal i la relació amb l'espai. El seu principal teòric va ser el coreògraf Rudolf von Laban, qui va crear un sistema que pretenia integrar cos i ànima, posant èmfasi en l'energia que emanen els cossos, i analitzant el moviment i la seva relació amb l'espai. Aquest nou concepte quedaria plasmat amb la ballarina Mary Wigman. De forma independent, la gran figura de principis de segle va ser Isadora Duncan, que va introduir una nova forma de ballar, inspirada en ideals grecs, més oberta a la improvisació, a l'espontaneïtat.
En el període d'entreguerres van destacar les escoles francesa i britànica, així com el despuntar dels Estats Units. A França, el Ballet de l'Òpera de París va tornar a l'esplendor de l'era romàntica, gràcies sobretot a la labor de Serge Lifar, Roland Petit i Maurice Béjart. A Gran Bretanya van destacar figures com Marie Rambert, Ninette de Valois, Frederick Ashton, Antony Tudor, Kenneth MacMillan, Margot Fonteyn, etc. Als Estats Units, on hi havia escassa tradició, es va aconseguir en poc temps arribar a un alt nivell de creativitat i professionalització, gràcies en primer lloc a pioneres com Ruth Saint Denis, Martha Graham, Doris Humphrey i Agnes de Mille. El rus George Balanchine –sorgit de la companyia de Diágilev– es va instal·lar allí en 1934, on va fundar la School of American Ballet, i va produir espectacles que li van donar la fama d'un dels millors coreògrafs del segle. En els anys 1950 i 1960 va destacar l'activitat innovadora de Merce Cunningham que, influït per l'expressionisme abstracte i la música aleatòria de John Cage, va introduir la dansa basada en la casualitat, el caos, la aleatorietat (chance choreography). Un altre gran fita de l'època va ser el West Side Story (1957) de Jerome Robbins.
Amb Paul Taylor la dansa va entrar en l'àmbit de la postmodernitat, amb un manifest inicial en el seu Duet (1957), on romania immòbil al costat d'un pianista que no tocava el piano. La dansa postmoderna va introduir el corrent i el quotidià, els cossos ordinaris enfront dels estilitzats dels ballarins clàssics, amb una mezcolanza d'estils i influències, des de les orientals fins a les folklòriques, incorporant fins i tot moviments de aerobic i kickboxing. Altres coreògrafs postmoderns van ser Glen Tetley, Alvin Ailey i Twyla Tharp. En les últimes dècades del segle van destacar coreògrafs com William Forsythe i Mark Morris, així com l'escola holandesa, representada per Jiří Kylián i Hans van Ragin, i on també es va formar l'espanyol Nacho Duato. A nivell de balls populars, al segle XX ha existit una gran diversitat d'estils, entre els quals es pot remarcar: foxtrot, xarleston, claqué, txa-txa-txa, tango, bolero, pasdoble, rumba cubana, samba, conga, merengue, salsa, twist, rock i roll, moonwalk, hustle, break dance, etc.